# 韦尔瓦新镇
韦尔瓦新镇，是西班牙阿拉贡自治区萨拉戈萨省的一个市镇。 总面积78平方公里，总人口588人（2001年），人口密度8人/平方公里。